# 安藤正楽
安藤 正楽（あんどう せいがく、1866年12月21日（慶応2年11月15日） - 1953年（昭和28年）7月24日）は、愛媛県議会議員、歴史学者、画家、俳人である。

## 人物
伊予国（現在の愛媛県）宇摩郡小富士村出身。幼名岸蔵、通称鬼子太郎。寺小屋にて本田某に学び、1872年（明治5年）に小学校（方正校）に入る。小学校卒業後、尾崎星山、合田福太郎に学ぶ。1886年（明治19年）正楽と改名。1888年（明治21年）福沢諭吉の「学問のすすめ」に感動。1889年（明治22年）10月上京し、明治法律学校（現在の明治大学）に入学し、イタリア人パテルノストロ博士や岩谷孫蔵らから国際法を学ぶ。卒業後、1892年（明治25年）京都帝大教授になった岩谷に従い京都にてローマ法の翻訳に従う。その後、帰郷。1897年（明治30年）再び上京し、久米邦武、重野安繹らの指導を受ける。「ロシア南下史」他の著述を完了して1899年（明治32年）帰郷後、宇摩郡会議員、県会議員として奔走する。1902年（明治35年）水墨画を多く描き任堂と号す。1908年（明治41年）再び上京し、東京帝大人類学教室、歴史教室で日本古代史を研究。1909年（明治42年）「日韓古史年表」を作成。1910年（明治43年）鳥居龍蔵の「南満州調査報告」の全図録と第二章を書く。1913年（大正2年）「伊予石器時代遺跡編」を書く。
書物や絵画、詠歌もよくし、与謝野鉄幹、与謝野晶子らの文化人と親交を持った。1910年（明治43年）に日露戦争を批判した石碑の碑文が削除され、拘留された。
安藤正楽は芸術家であると同時に人類学・考古学の学者であり、政治家であり、非戦論、人道主義を生涯貫く。日露戦争直後に反戦碑を建て、地元の人々のために春日井水道を自費で造った。没後の1993年（平成9年）に正楽の子孫により削除された碑文が復刻された。

## 略歴
- 1866年（慶応2年）、伊予国宇摩郡小富士村根々見（現四国中央市土居町中村）に父清太、母クニの次男（長男恒太郎は天逝）として生まれる。
- 1870年（明治３年）、寺子屋にて本田某に学ぶ。
- 1872年（明治５年）、根々見の小学校（方正校）に学ぶ。
- 1880年（明治13年）、合田福太郎（後の衆議院議員）の塾に入り感化を受ける。
- 1888年（明治21年）、福沢諭吉の「学問のすすめ」に感動する。
- 1889年（明治22年）、明治法律学校に入学。当時お雇い外国人として来日していたイタリア人のアレッサンドロ・パテルノストロ、岩谷孫蔵らから国際法を学ぶ[1]。
- 1892年（明治25年）、明治法律学校を卒業。京都帝大教授になった岩谷孫蔵に従い京都市にてローマ法の翻訳をおこなう。
- 1897年（明治30年）、久米邦武、重野安繹らの指導を受ける。「ロシア南下史」「日本外交史」を書き始める。下村為山と交わる。
- 1899年（明治32年）、宇摩郡会議員に当選。
- 1900年（明治33年）、宇摩郡議会議員に就任[1]。政治家として活動。「ロシア南下史」完成。11月17日頃、正楽の弟が乗船していた東京高等商船学校の練習船月島丸が駿河湾にて台風のため遭難沈没、乗組員・練習生共に不帰の人となる。弟のために句を詠む。
- 1901年（明治34年）、徴兵検査場に立ち合い非戦の短歌をつくる。
- 1902年（明治35年）、愛媛県議会議員に就任[1]。水墨画を多く描き任堂と号す。「古事記新論」を書く。
- 1903年（明治36年）、大阪の内国博にて洋画家、折井愚哉と出会い油絵を教わる。9月県議選に当選、初議会にて同和教育問題をただす。
- 1904年（明治37年）、油絵を描く。月島丸遭難記念碑を自宅近くに建立し、慰霊祭をおこなう。
- 1906年（明治39年）、日露戦争戦死者の墓に「徴兵之一大背理戦争之一大惨毒」と書く。県議会にて同和問題を追及。
- 1907年（明治40年）、県議会にて軍用道路の建設に反対の演説をおこなう。3月、八坂神社の日露戦役紀念碑に戦争根絶には「忠君愛国の四字を滅す」べしと書いた。
- 1908年（明治41年）、4月上京し東大人類学教室にて鳥居龍蔵、坪井正五郎、松村瞭らと交わる。
- 1909年（明治42年）、「日韓古史年表」を作成。久米邦武、重野安繹の指導を受ける。
- 1910年（明治43年）、鳥居龍蔵の「南満州調査報告」の全図録と第二章を書く。日露戦役紀念碑の碑文が官憲の知るところとなり、拘留され、碑文が抹殺される。
- 1911年（明治44年）、2月25日釈放される。紀年論研究に取り組む。
- 1913年（大正2年）、保安条例により東京より退去を命ぜられ帰郷。「伊予石器時代遺跡編」を書く。
- 1920年（大正9年）、銀婚記念に地元住民のために上水道の春日井水道を建設する。
- 1935年（昭和10年）、「根々見史」を口述。
- 1953年（昭和28年）、7月24日逝去。

## 著書
- 『ロシア南下史』
- 「日韓古史年表」
- 『伊予石器時代遺跡編』

※この他にも、甥の山上次郎により没後に正楽の著書が刊行されている。